# Мерефо-Херсонський міст
Мерефо-Херсонський міст — залізничний арковий міст в місті Дніпро, Україна. На час будівництва — найбільший арковий міст в Європі. Інженерну споруду занесено до реєстру пам'яток архітектури України (Ф. Р-86, к. 1-493, оп. 1).

## Історія
Це другий за часом спорудження міст у межах сучасного мегаполіса.
На початку 1910-х років було ухвалене рішення побудувати в межах Катеринослава ще один залізничний міст. Будували міст для Мерефо-Херсонської залізниці (звідси і походить назва). Проєкт  розроблений й розпочато будівництво у 1912—1914 роках, проте встигли встановити лише 22 опори. На заваді подальшому будівництву мосту застала Перша світова війна. Після неї розпочалася тривала черга революційних трансформацій, і будівництво залізобетонного мосту було відкладено. Попри те, що до 1916 року всі опори мосту були встановлені, виготовлення й установку прольотних споруд так і не встигли зробити.
Вдруге рішення про будівництво мосту, використовуючи здобутки попередників, ухвалили лише у 1929 році. Тоді знадобилося сполучити з лівобережжям нещодавно відкриту для руху залізничну дільницю Лоцманська — Апостолове. Для цього був проведений всесоюзний конкурс на будівництво мосту. До будівництва раніше законсервованого мосту приступили у 1930 році вже за іншим проєктом. При будівництві були використані опори, поставлені напередодні Першої світової війни. Як і всі основні об'єкти того часу, будували міст надшвидкими «ударними» темпами (під час шаленої індустріалізації та  Голодомор в Україні). Перед робітниками було поставлене завдання здати міст достроково. Тому 35 залізобетонних арок і обидва металеві прольоти по 52 метри кожний спорудили всього за сім місяців.

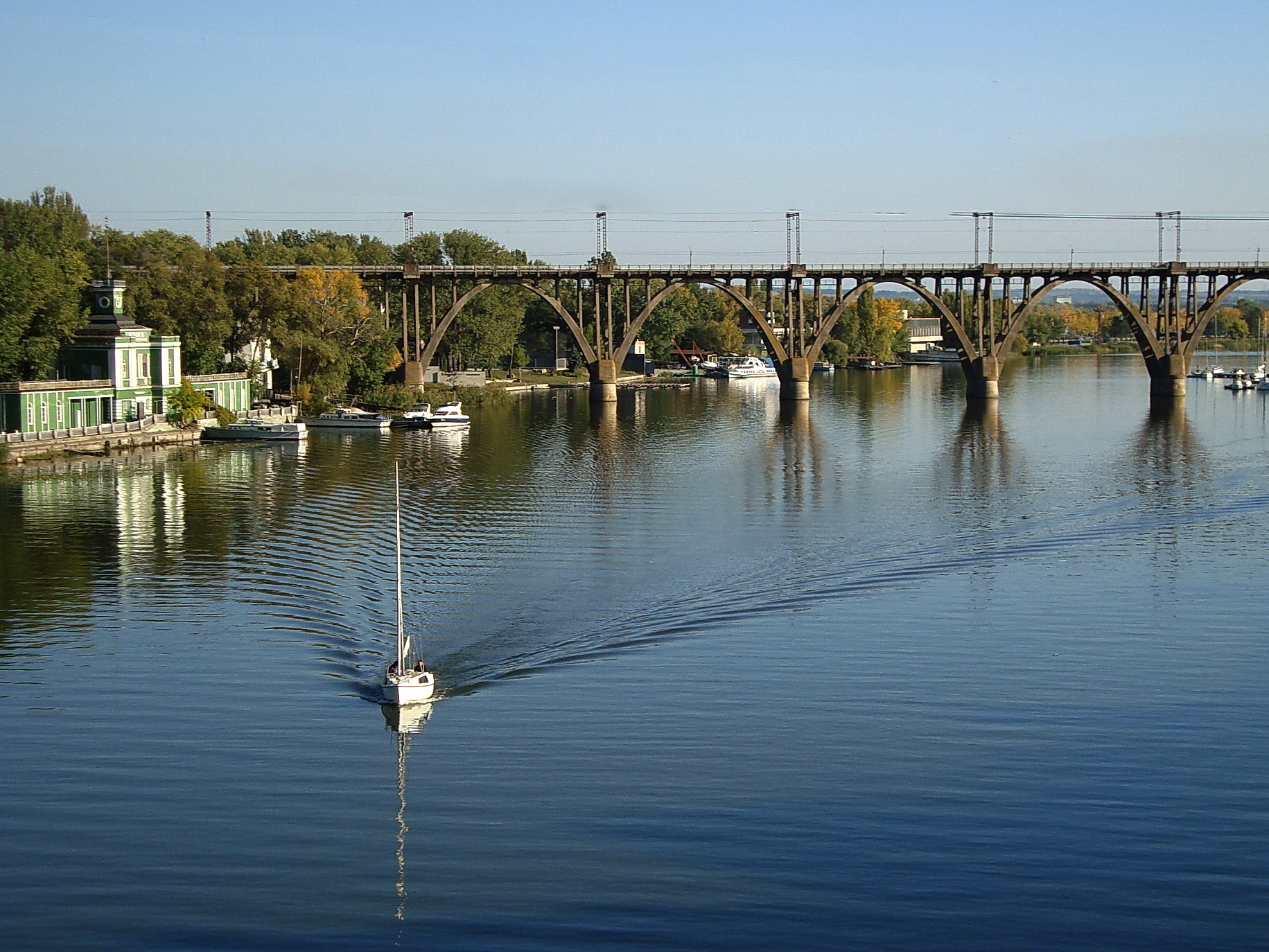
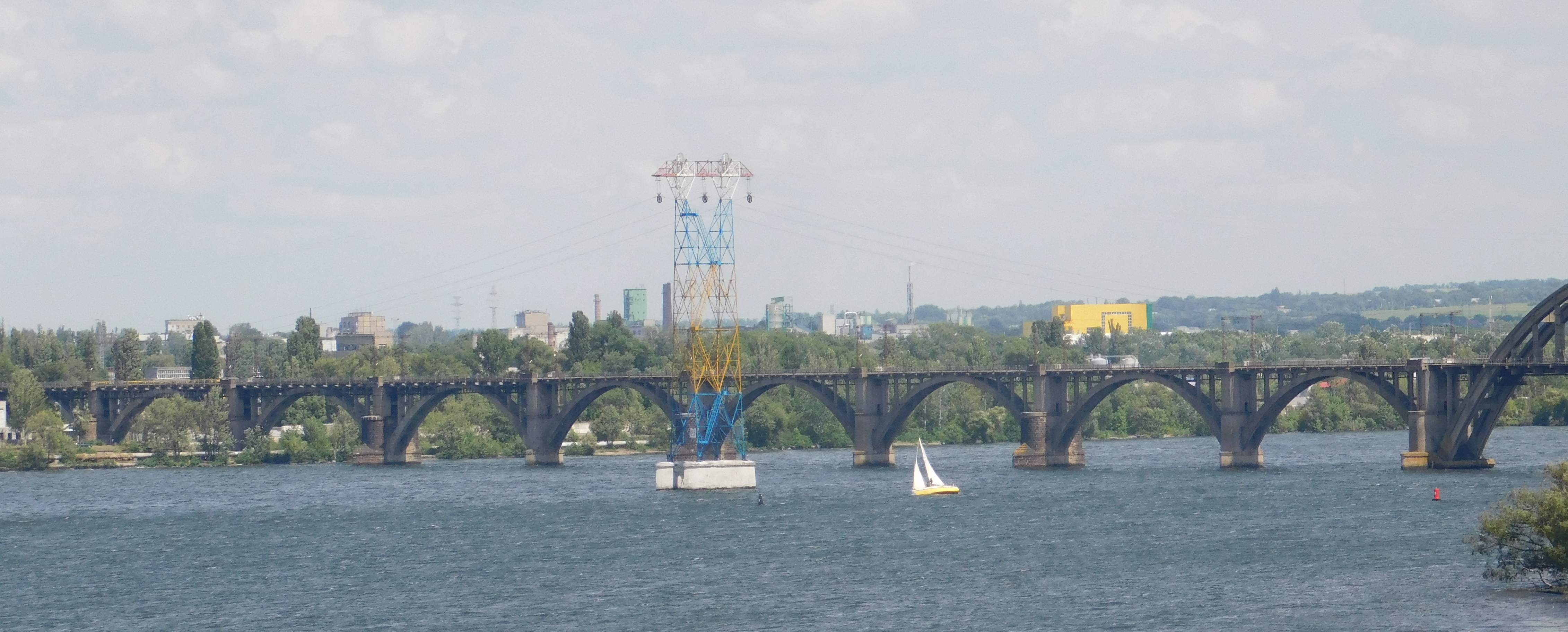
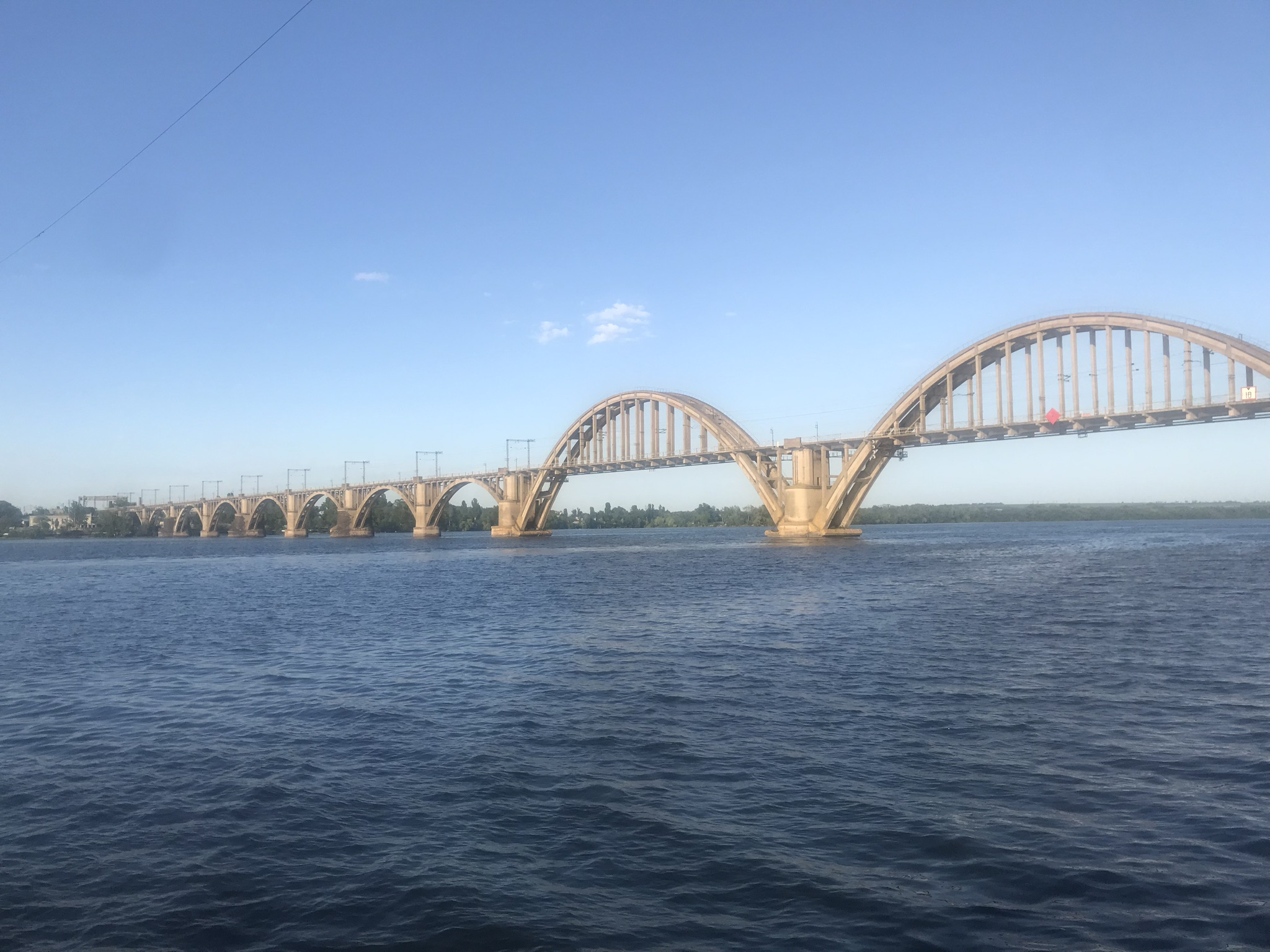

24 жовтня 1932 року, о 15:30, був покладений останній кубометр бетону. Роботи з будівництва й випробування мосту тривали один рік і чотири місяці. 21 грудня 1932 року введений в експлуатацію міст через річку Дніпро. Загальна довжина складає — 1627 метрів (ширина річки Дніпро в цьому місці — 1250 метрів). Одночасно була завершена прокладка спеціального тунелю в Тунельній балці (звідси походить її назва) та прокладена через неї залізниця.
Під час Другої світової війни Мерефо-Херсонський міст зазнав суттєвих руйнувань.

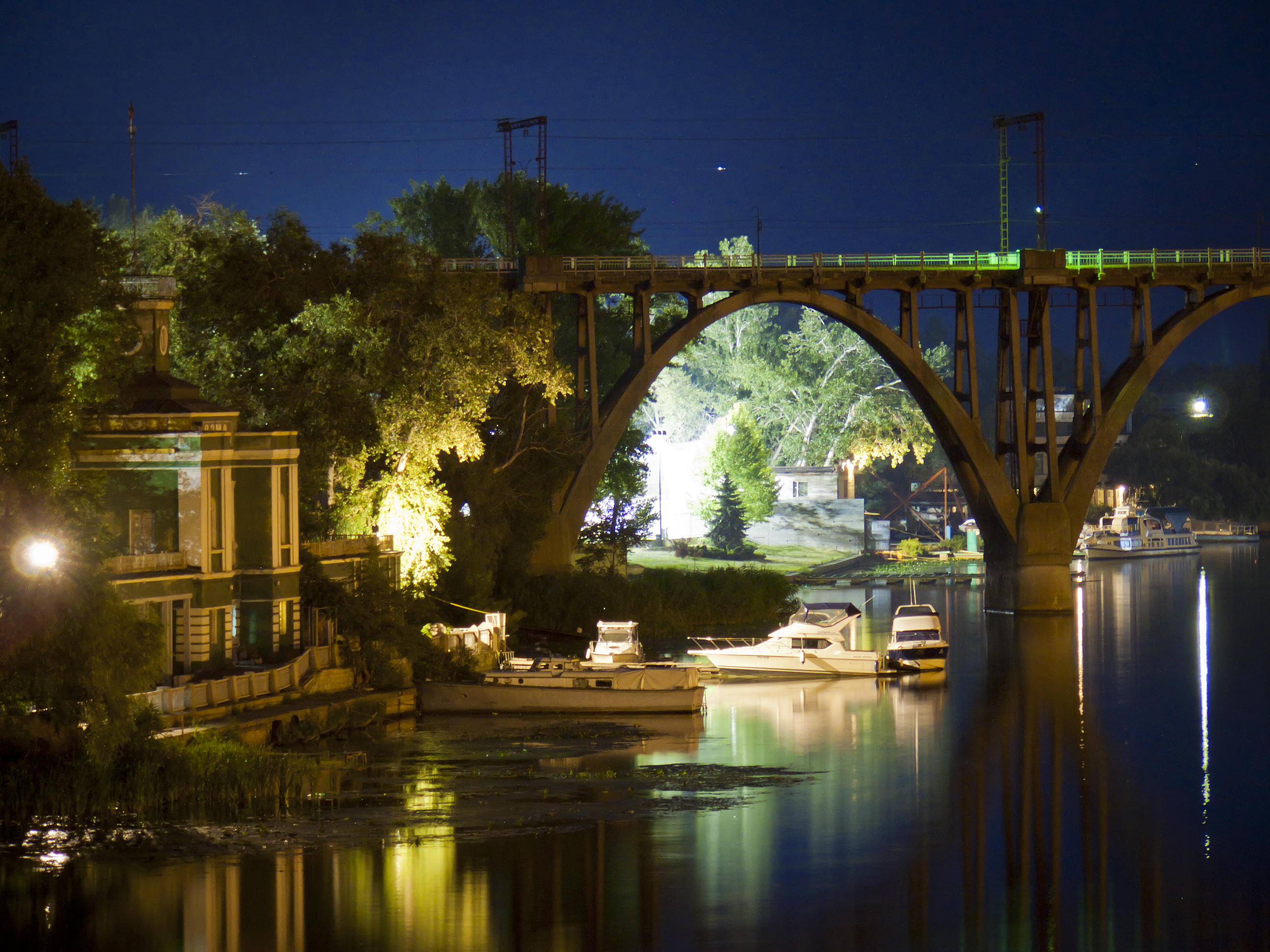
Мерефо-Херсонський міст вночі

Наразі цей арковий міст у місті складається з перекриттів лівобережжя, залізобетонних арок над основним руслом Дніпра, малих аркових прольотів через Монастирський острів з правобережжям та трьох з'єднувальних прольотів через парк імені Тараса Шевченка.

## Галерея

Мерефо-Херсонський міст
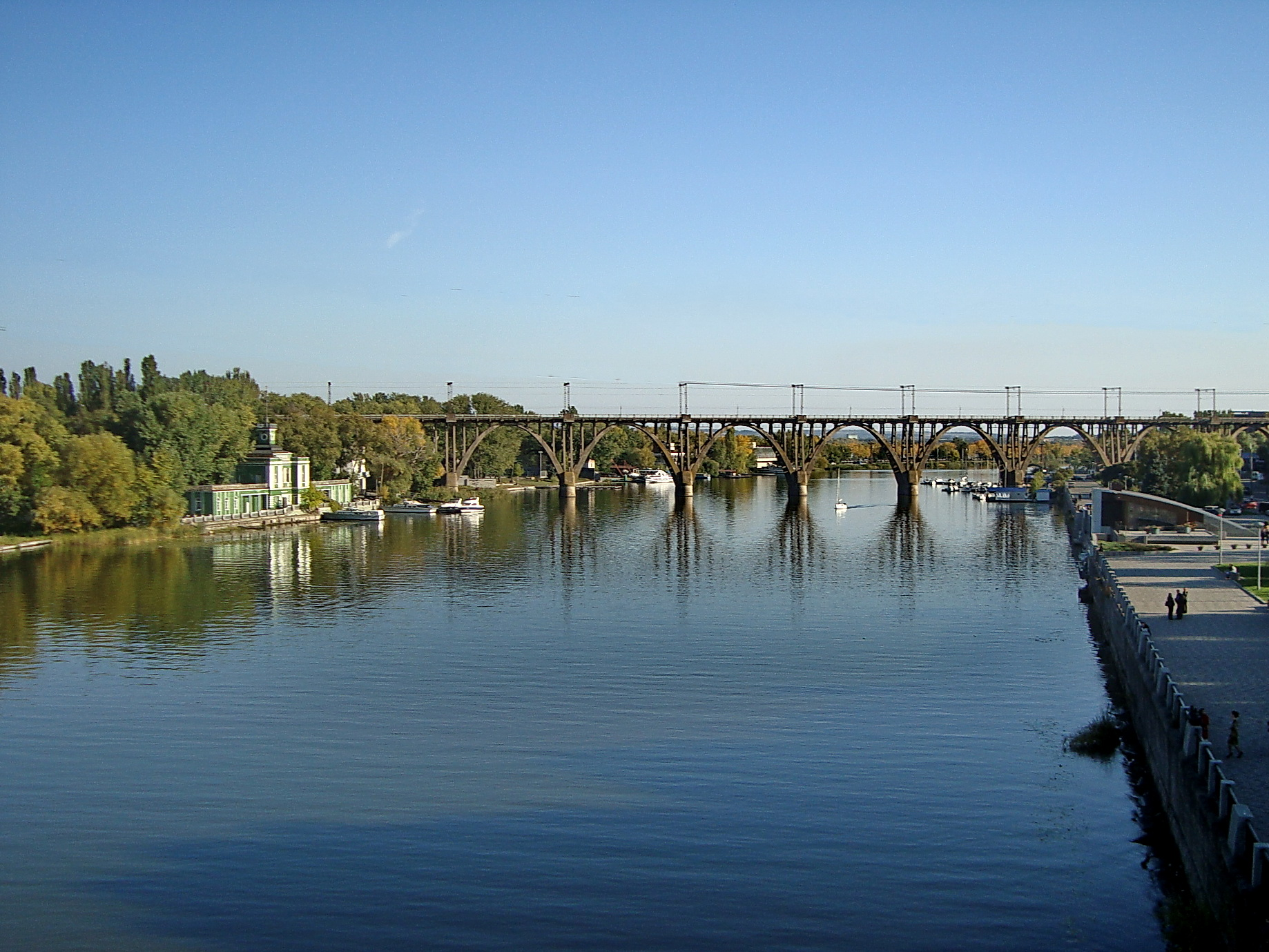
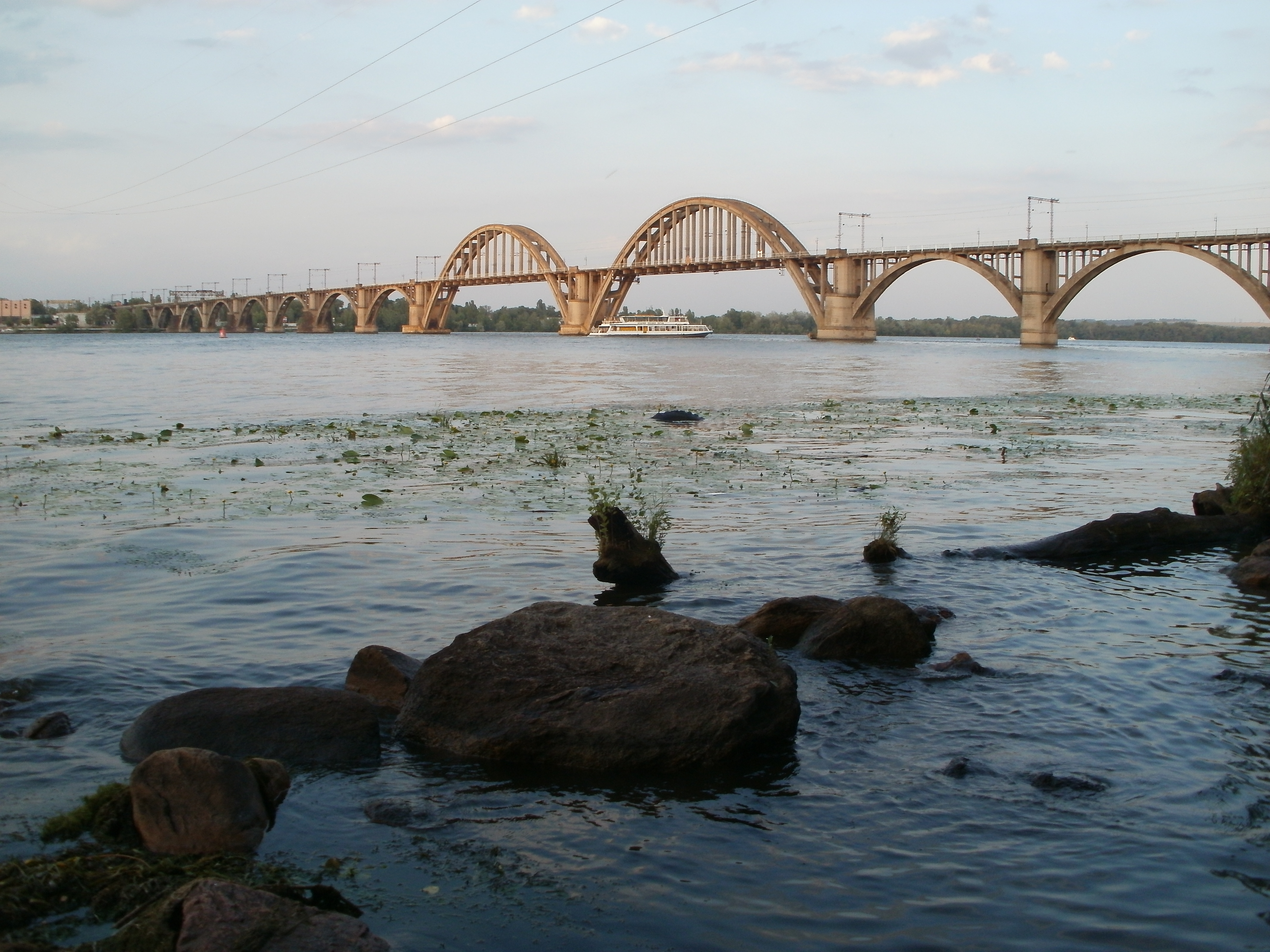
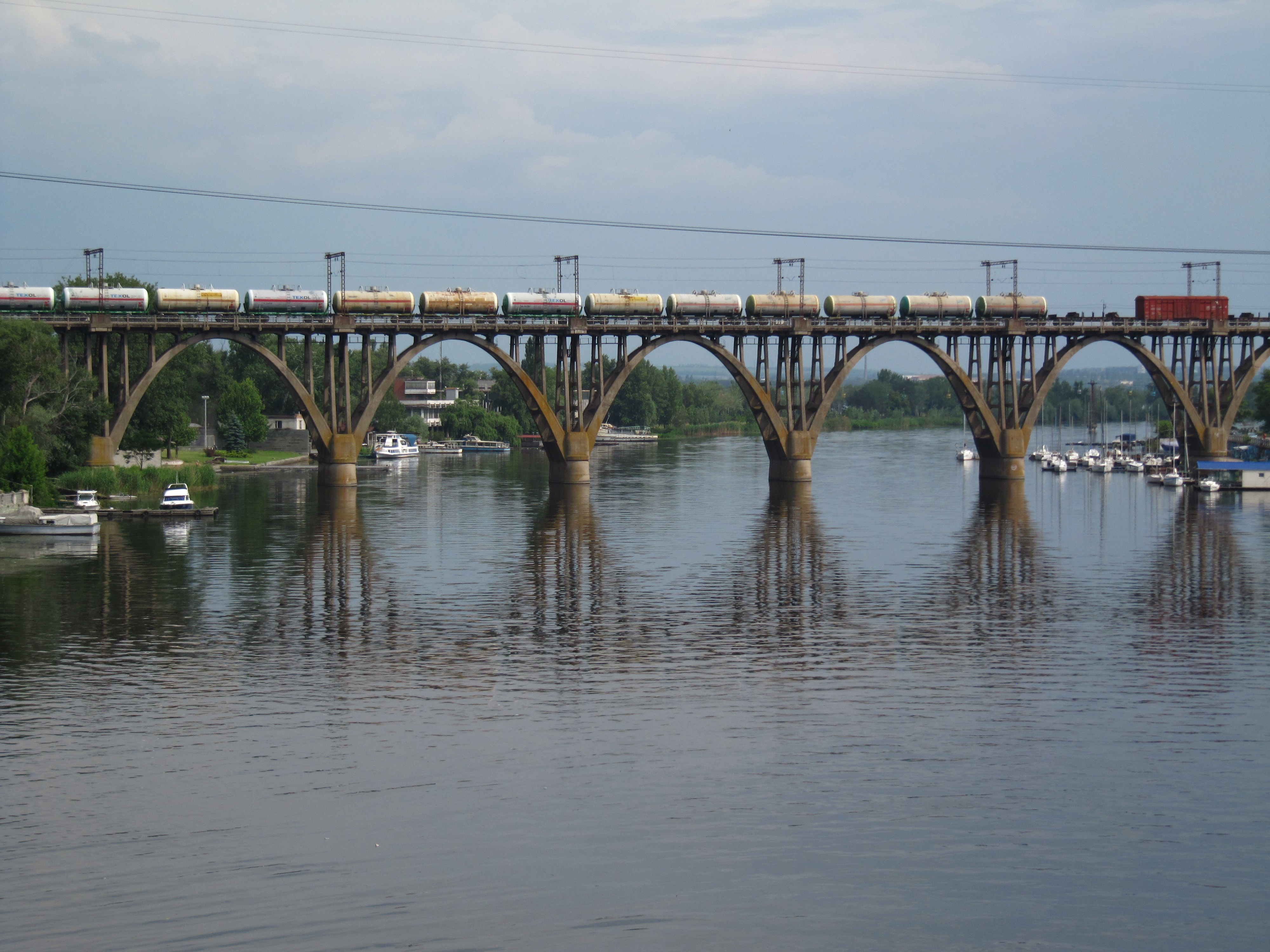
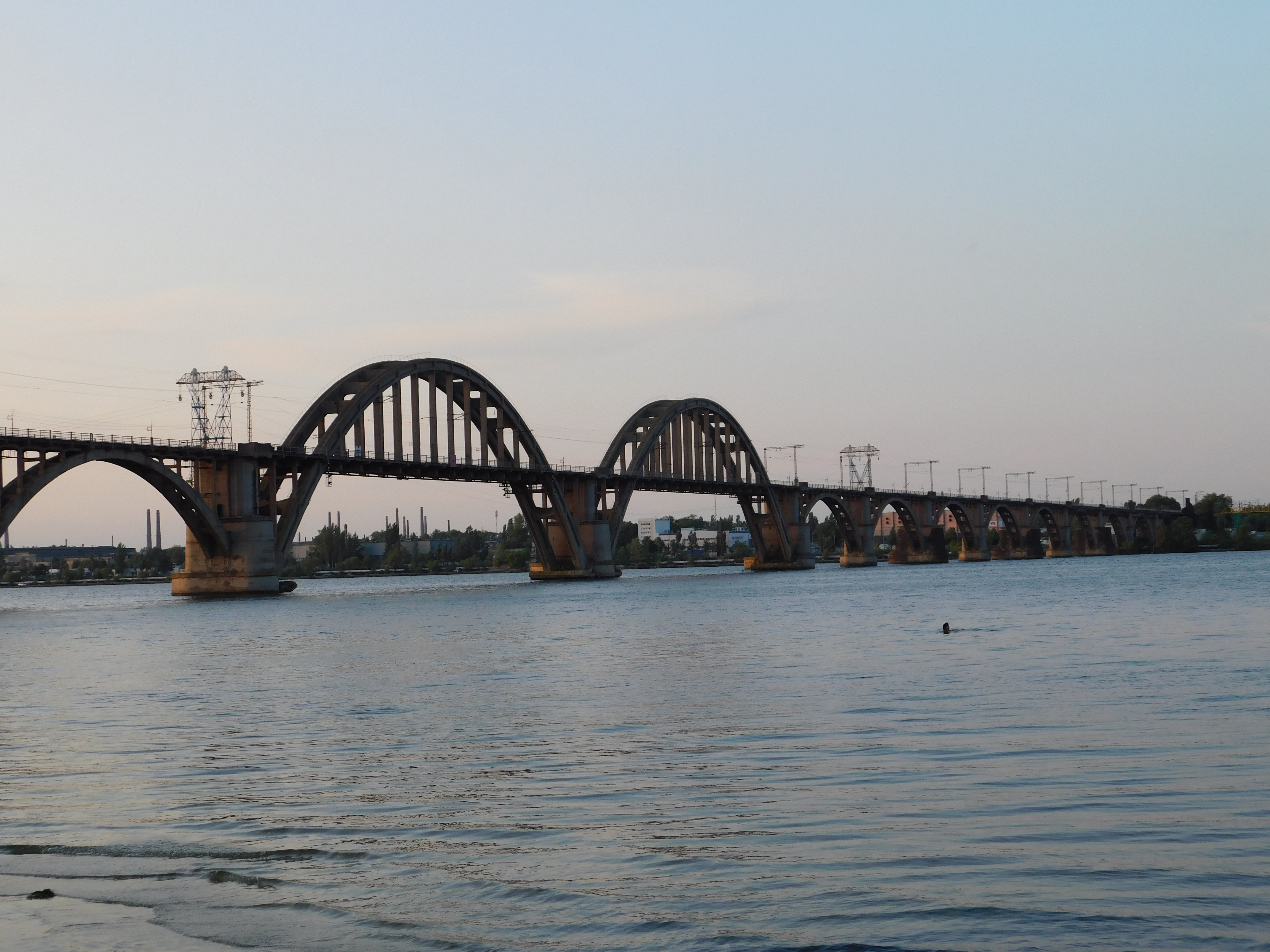
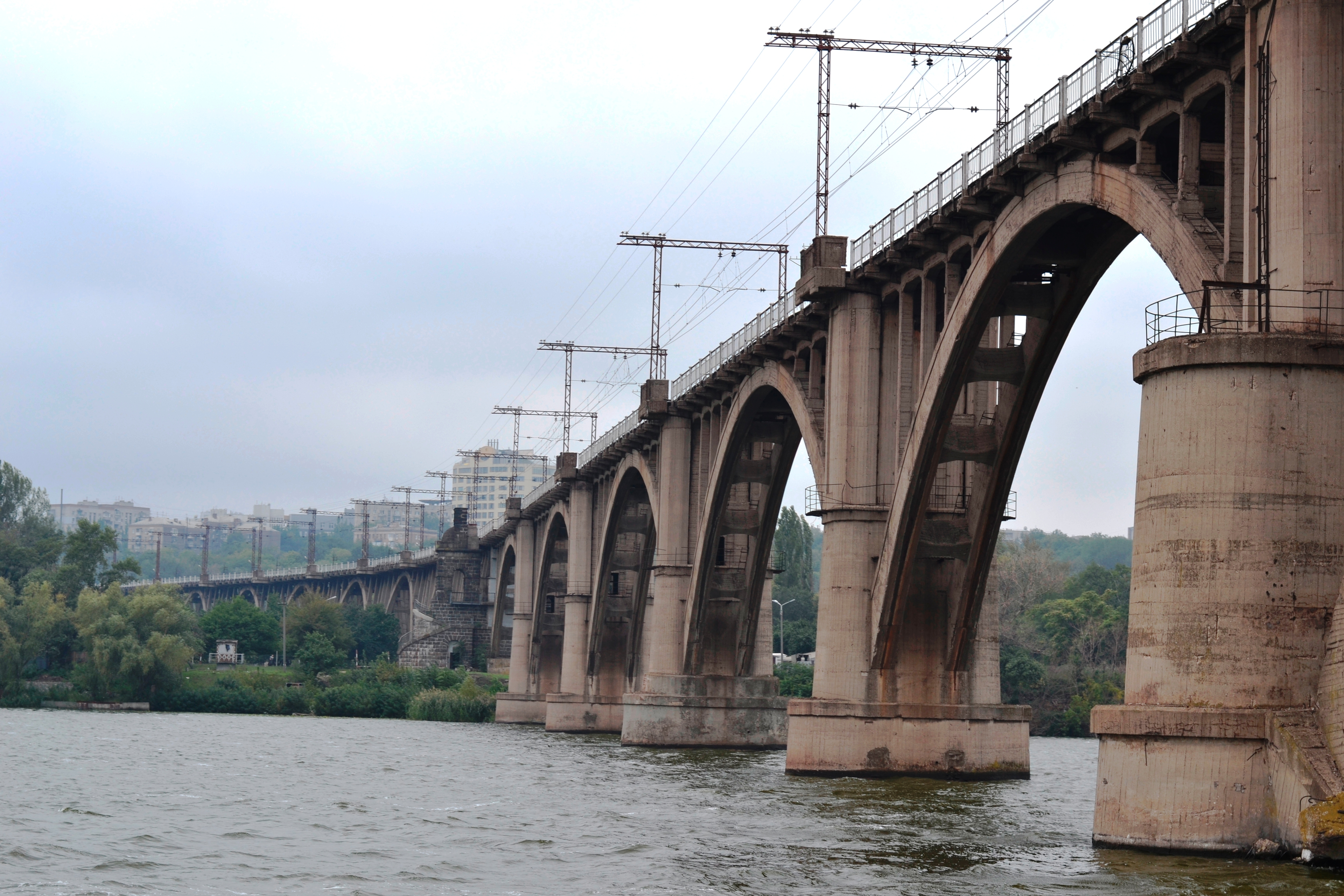
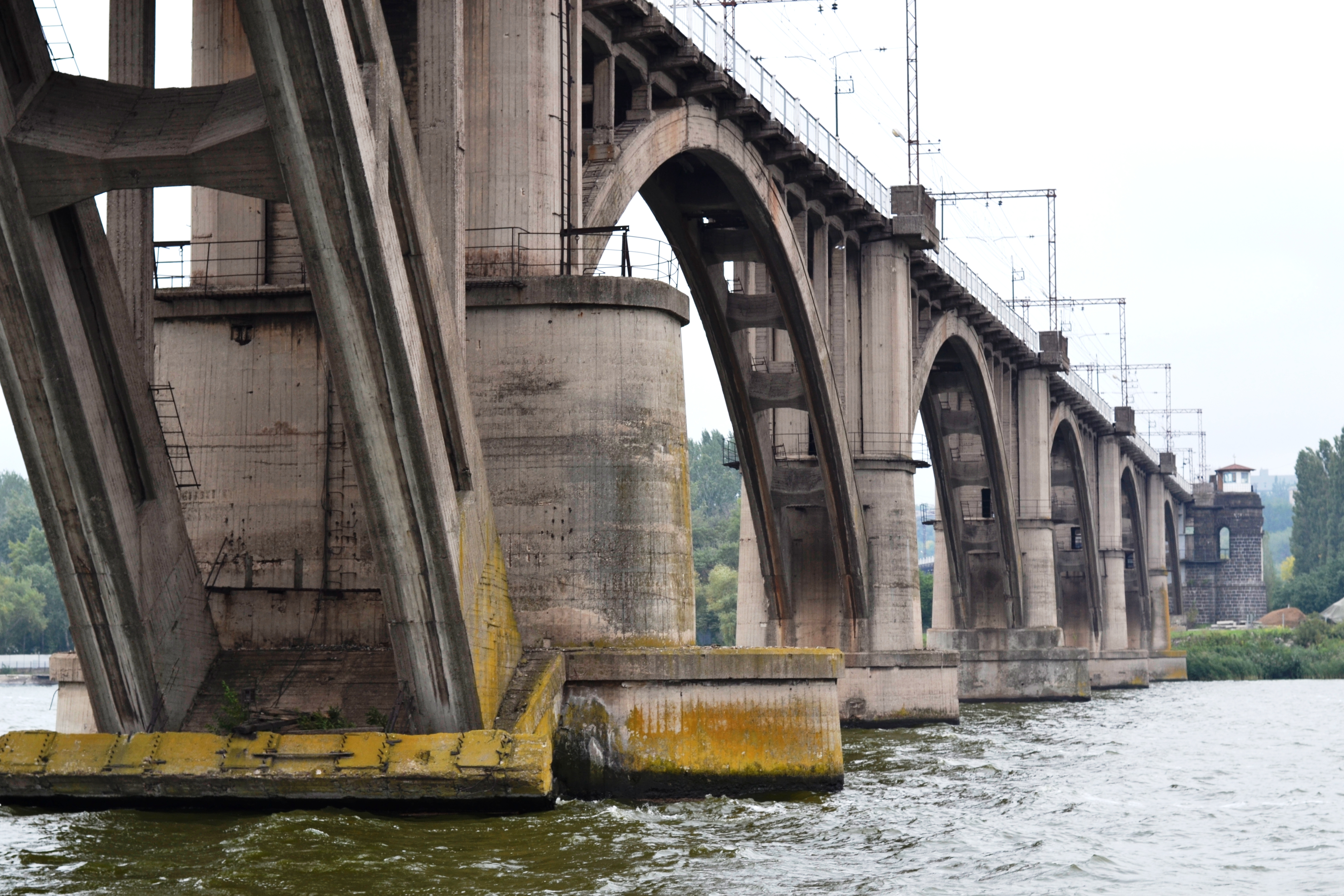
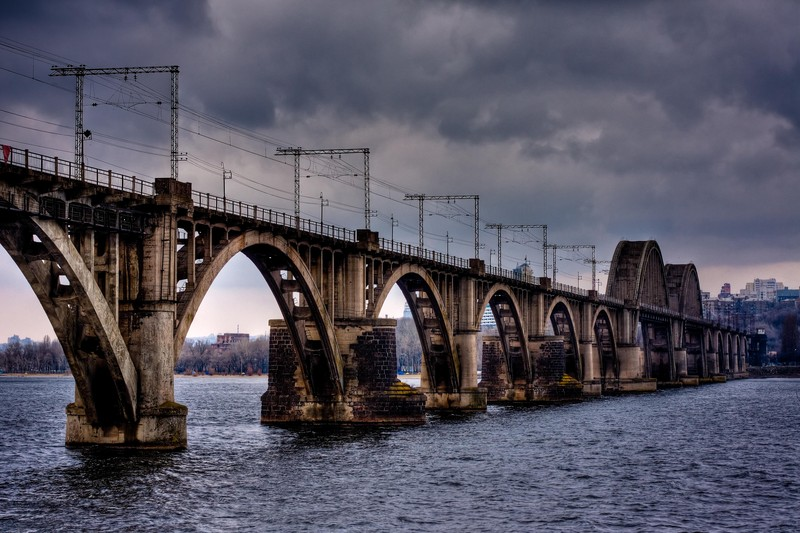
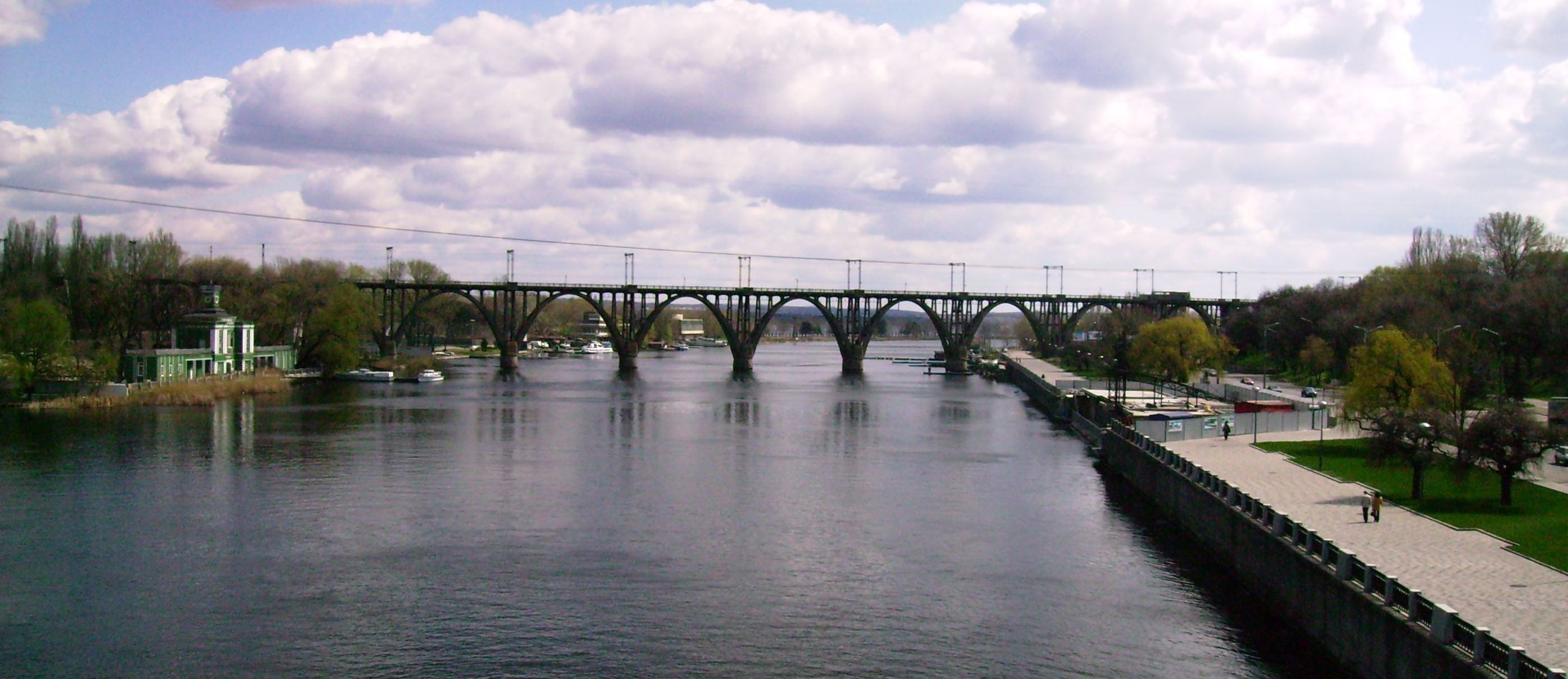
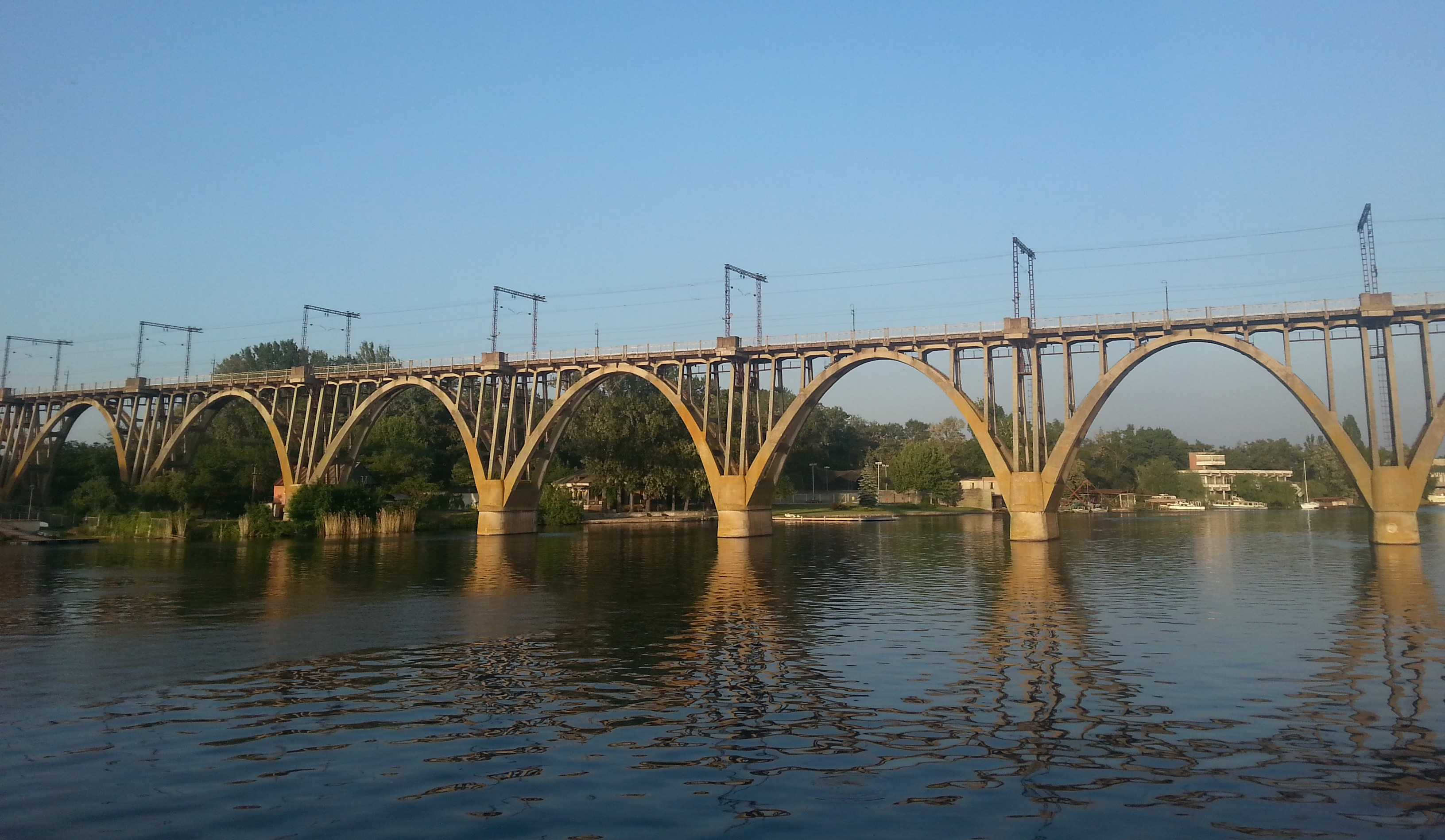